# Marc Nerlove
Marc Leon Nerlove (* 12. Oktober 1933; † 10. Juli 2024) war ein US-amerikanischer Wirtschaftswissenschaftler.

## Werdegang, Forschung und Lehre
Der als Sohn eines russischstämmigen Universitätsprofessors für Mikroökonomie und einer Psychologiedozentin 1933 geborene Nerlove studierte an der University of Chicago, die er 1952 als Bachelor of Arts in Mathematik in Richtung Johns Hopkins University verließ. Dort graduierte er 1955 als Master of Arts und im folgenden Jahr als Ph.D. in Wirtschaftswissenschaft. Nach einem kurzen Aufenthalt als wissenschaftlicher Mitarbeiter an der University of Chicago lehrte er ab 1959 als Associate Professor an der University of Minnesota. Bereits im folgenden Jahr erhielt er eine Professur an der Stanford University. 1965 folgte er einem Ruf der Yale University, von der er 1969 wieder an die University of Chicago zurückkehrte. 1974 ging er an die Northwestern University, 1982 an die University of Pennsylvania. Seit 1993 forschte und lehrt er an der University of Maryland, wo er Professor für Agrarökonomie und Wirtschaften mit natürlichen Ressourcen war.
Nerlove beschäftigte sich in Lehre und Forschung insbesondere mit Ökonometrie. Während er zum einen ökonometrische Grundlagen lehrte, erstreckte sich seine Auseinandersetzung mit den entsprechenden Methoden auf verschiedene Gebiete innerhalb der Wirtschaftswissenschaften. So publizierte er während seiner akademischen Laufbahn unter anderem zu Zeitreihenanalysen und dabei bspw. zur Saisonbereinigung, Regressionsanalysen und Datenanalysen, Anwendungsgebiete waren dabei bspw. Preiselastizitäten in der Landwirtschaft, die Nachfrage nach Elektrizität, Humankapital und Wechselkurse.
Für seine Arbeit erhielt Nerlove verschiedene Auszeichnungen, darunter 1969 die John-Bates-Clark-Medaille. Er war Mitglied der Econometric Society, deren Präsident er 1981 war, der American Statistical Association, der American Academy of Arts and Sciences und der National Academy of Sciences. Die Ehrendoktorwürde wurde ihm von der Universität Mannheim (1982) und der Universität Genf (2000) verliehen. Als Berater war er zudem insbesondere für die Weltbank, das International Food Policy Research Institute und die RAND Corporation tätig.